# 遺伝子決定論
遺伝子決定論、あるいは生物学的決定論とは、遺伝子が身体的、行動的形質を決定するという概念である。ほとんどの表現型が遺伝の影響を強く受けることは確立された事実であるが、同時に非遺伝性の要因が表現型に影響を与えるケースも知られている。

## 概要
この用語は複数の異なる意味で用いられる。通常は、多くの身体的、行動的形質が排他的に遺伝子によって決定されているという考えかたを指す。一つの遺伝子（遺伝子座）が一つの表現型に対応しているという信念を意味して用いられることもある。また完全な環境決定論以外のあらゆる概念（遺伝－環境の相互作用論）に対してもこの語が向けられることがある。
特定の表現型に対して遺伝子が決定的に影響するという実例としては、遺伝子疾患（遺伝病）の例があげられる。たとえば嚢胞性線維症や鎌状赤血球症は、単一の突然変異に起因することがわかっている。また、ダウン症候群とクラインフェルター症候群は異常な染色体の配分によって引き起こされる。行動形質に対する遺伝子決定論は神経心理学分野と関連がある。多くの神経心理学者が、多くの精神病は遺伝によってあらかじめ決まっており、不可避であると仮定している。
この信念はしばしばメディアや一部の社会科学者のものだと解されている。また進化心理学者もこのような概念を持っていると考えられることがあるが、多くの生物学者はそれをわら人形論法だと考えている。
ヒトと他の動物の行動形質の多くは異なる程度に遺伝子の影響を受けているように見えるが、遺伝子の働きが環境の影響から独立しているという証拠はない。が、今日のいくらかの遺伝学者は、意識的に強い決定論のスタンスを取っている。また多くの生医学、分子医学研究者は病気治療のために、特定の「病気のため」の遺伝子を重点的に探しており、準遺伝決定論を仮定している。

## 政治的意味
自由意思の支持者はしばしば遺伝子決定論が犯罪者の処罰を妨げることになると考える。また遺伝子決定論者は社会ダーウィニズム、人種差別、死刑制度、優生学を支持していると批判されることがある。